# Arctowski Mountains
Die Arctowski Mountains (polnisch Góry Arctowskiego) sind eine Gebirgskette im Süden von King George Island im Archipel der Südlichen Shetlandinseln. Sie ragt nördlich der King George Bay auf.
Polnische Wissenschaftler benannten sie 1981 nach dem polnischen Polarforscher Henryk Arctowski (1871–1958).